# Мітл
Мітл, також Тлакоміуя (ісп. Mitl-Tlacomihua) — тольтецький правитель, батько Ігуітімаля і Мішкоатля[джерело?]. Шостий правитель епохи Толан. Після нього правила жінка, правителька Шиуїкеніцин. 
Вважається, що він правив у 927-979 роках, 52 роки, що дорівнює циклу тольтецького календаря. Інші джерела вказують 770-829 роки.